# El Pont de Suert
El Pont de Suert è un comune spagnolo di 2 048 abitanti situato nella comunità autonoma della Catalogna.

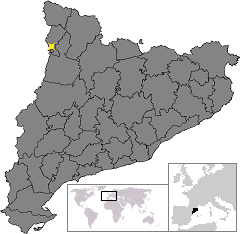
Localizzazione di El Pont de Suert